# Karabinek ČZW-762
Karabinek ČZW-762 – czeski karabinek automatyczny kalibru 7,62 mm. Daleka modyfikacja karabinka AK. Broń ma jednak mniejszy rozrzut i odrzut oraz posiada ramową składaną kolbę. Karabinek strzela z zamka otwartego.